# Vallisnerieae
Vallisnerieae, tribus od 3 roda (dva monotipična) s ukupno 16 vrsta biljaka iz potporodice  Najadoideae, dio porodice žabogrizovki. Tipični rod je vodena trajnica Vallisneria, poznata u Hrvatskoj kao kao uvijuša.

## Rodovi
Tribus Vallisnerieae Dumort.
1. Hydrilla Rich. (1 sp.)
2. Nechamandra Planch. (1 sp.)
3. Vallisneria Mich. ex L. (14 spp.)